# Puentes de Burgos
Los principales puentes del municipio de Burgos cruzan el río Arlanzón. También los hay sobre el río Vena y el Ubierna.

## Puentes sobre el Arlanzón
Siguiendo el curso del Arlanzón:

### Puentes de Capiscol
Consta de dos puentes escasamente separados. El más antiguo, situado aguas arriba, construido en piedra, formó parte del trazado del ferrocarril Madrid-Hendaya desde su construcción en el siglo XIX hasta el cierre del tramo urbano del ferrocarril. Estaba previsto, dentro del diseño del Bulevar del Ferrocarril, que fuera utilizado como parte del itinerario reservado al transporte público. Sin embargo, esa plataforma segregada no se ha construido. Por ahora, el puente antiguo, con firme de gravilla, es utilizado para el paso de peatones y bicicletas.
A su lado se encuentra un puente de dos carriles por sentido, sin pilares intermedios y un tablero por sentido. De hecho, existe una rampa entre ambas calzadas que conecta la orilla del río con el paso de peatones del Bulevar. Este puente, diseñado por el estudio Herzog y De Meuron, fue inaugurado en abril de 2012. Une los barrios de Gamonal y Capiscol con el parque de Fuente del Prior. Su construcción ha supuesto un nuevo itinerario para el transporte público y privado entre la zona Nordeste y Sur y Oeste de la ciudad.

### Puente de la Autovía
Es un puente de tres carriles de circulación por sentido y aceras, que arranca de la Plaza del Rey, siendo el comienzo del acceso Sur a Burgos  BU-11  En su última remodelación se sustituyó la barandilla y se cambió el pavimento de la acera, instalando baldosas con el símbolo de los ingenieros de caminos, canales y puertos.

### Puente de la Evolución
Inaugurado en marzo de 2011, es un puente de dos carriles de circulación por sentido y aceras. Une la calle Puente de Gasset con la Plaza de Santa Teresa, facilitando el acceso al Complejo de la Evolución Humana.
Este puente sustituye al anterior, el puente Gasset, abierto en marzo de 1926 y derribado en mayo de 2010. Contaba con un carril de circulación rodada por sentido. Su barandilla, de hierro forjado, fue trasladada a los Almacenes Municipales.

### Puente de San Pablo

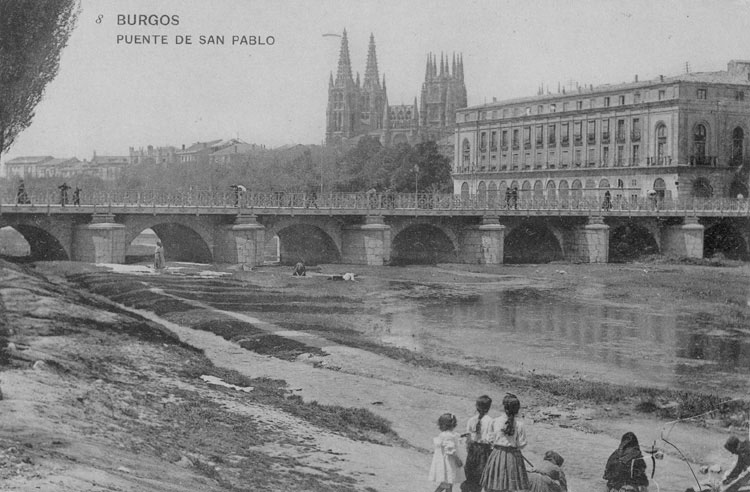
Imagen antigua del Puente de San Pablo antes de su remodelación.

Este puente de dos carriles por sentido conecta las Plazas de Mío Cid (donde se encuentra la Estatua del Cid, el Palacio de la Diputación Provincial y el Teatro Principal) con la Plaza del Conde de Castro (donde se ubican la Oficina central de Correos y el acceso al Fórum Evolución). Acoge las 8 estatuas del Ciclo cidiano realizadas por Joaquín Lucarini entre 1953 y 1955.

### Puente de Santa María

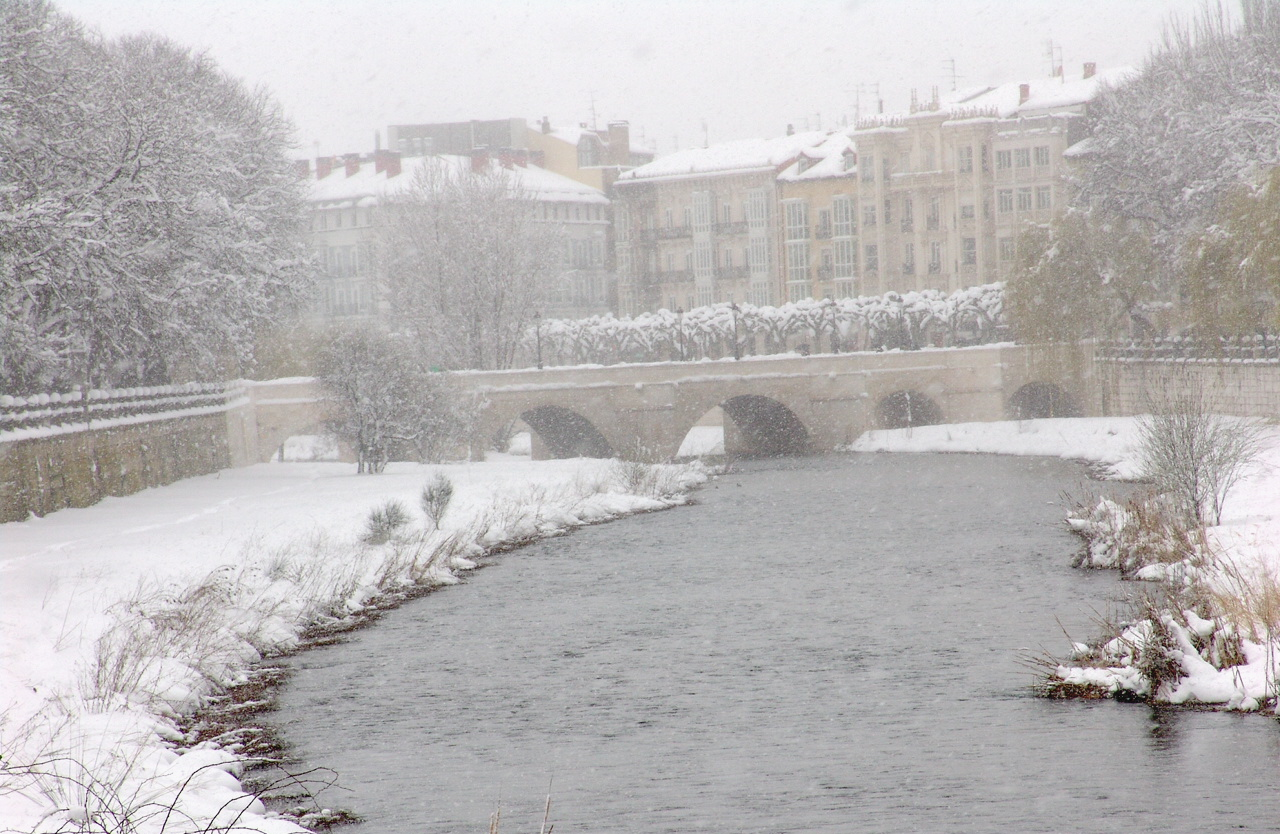
El Puente de Santa María, durante una nevada

Este puente peatonal es uno de los más antiguos y une el Arco de Santa María con la Plaza de Vega.
En el siglo XIX este puente fue remodelado, eliminando el pretil y sustituyéndolo por una barandilla metálica, manteniéndose en piedra la parte inferior, incluyendo las arcadas, al igual que su vecino. En 2005, el Puente de Santa María se cerró al tráfico, en el marco de su peatonalización y el inmediato tramo del Paseo de la Audiencia. Se eliminó la barandilla metálica y se construyó un nuevo antepecho de piedra. El puente remodelado fue inaugurado en 2007.

### Puente de Bessón

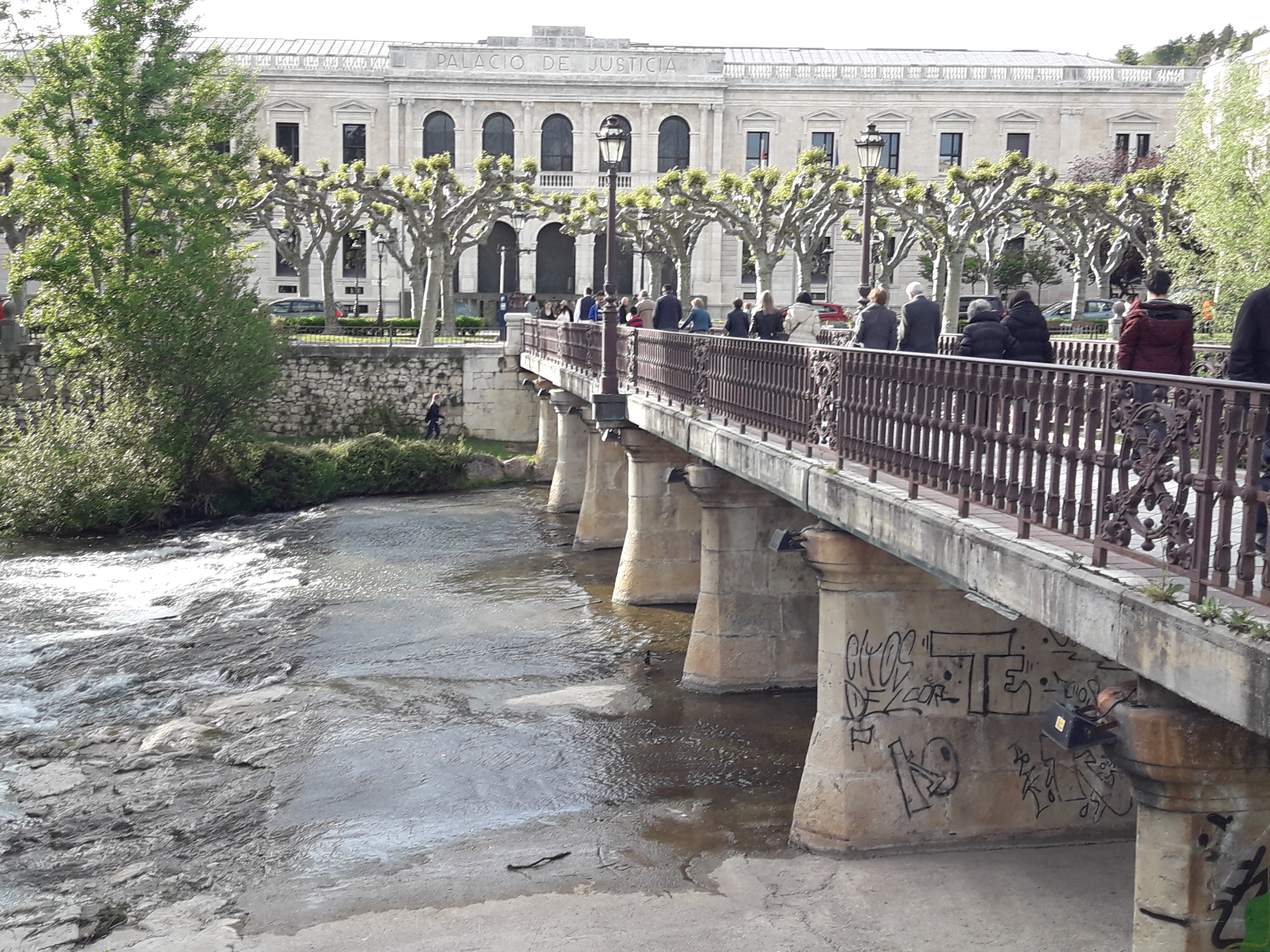
Puente Besson

Es un puente peatonal, construido por iniciativa de Eduardo Augusto de Bessón, que une el Paseo de la Audiencia con la calle de la Merced. Es conocido popularmente como "Puente de la Audiencia" ya que en su extremo norte se encuentra el Palacio de Justicia. En su extremo Sur se encuentra el monumento al cuarto Centenario del Consulado del Mar y la desembocadura del Arroyo Cardeñadijo, soterrado en su tramo urbano.

### Puente de Castilla
El puente de Castilla une la Plaza de Castilla con el cruce de la calle Merced y las Avenidas de Palencia y del Conde de Guadalhorce, teniendo continuidad con esta última. Fue construido a principios del siglo XX para facilitar el acceso al ensanche que se estaba formando en la zona de la Isla, y comunicarlo con la Estación de Ferrocarril.

### Puente de Malatos

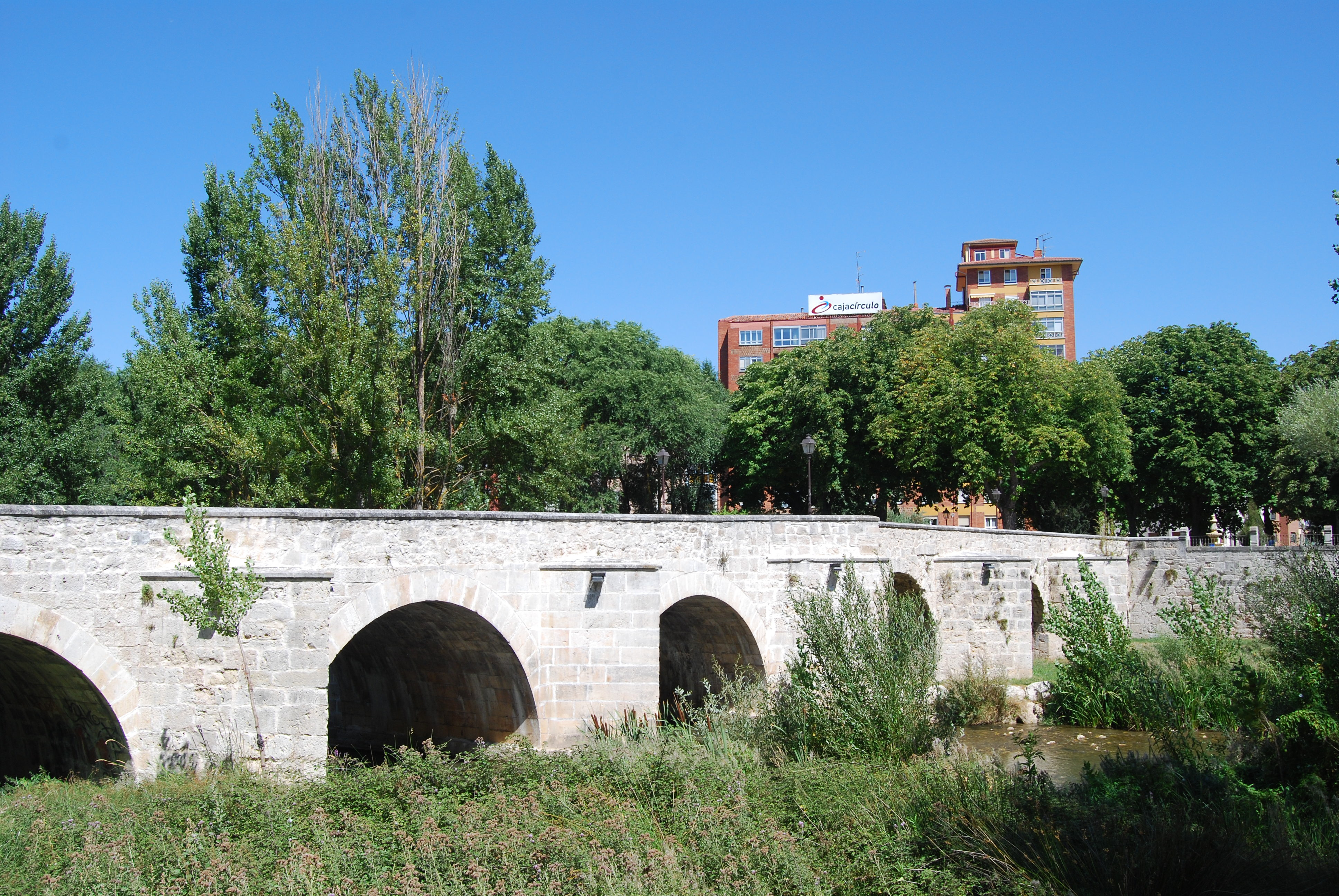
Puente de Malatos desde la Avenida de Palencia

El puente de Malatos une el Paseo de la Isla con la Avenida de José María Villacián Rebollo. Tiene un uso peatonal, y forma parte del Camino de Santiago. Es uno de los tres puentes históricos de la ciudad, junto con los de San Pablo y Santa María.
Permite a los peregrinos continuar su ruta desde San Pedro de la Fuente hacia el Hospital del Rey. También supone una conexión entre los barrios de La Castellana y Parralillos, por un lado, y San Pedro de la Fuente por otro. Además, permite acceder al Parque del Parral, el Campus Universitario y el Hospital Militar desde la otra margen.
El puente de Malatos supone la separación entre los paseos de la Isla y Fuentecillas. En la margen derecha, se encuentra una fuente ornamental, conocida como Fuente de Malatos. En la izquierda, un monolito con una concha indicando la distancia a Santiago de Compostela, así como una estatua del peregrino.
A diferencia de los Puentes de San Pablo y Santa María, el Puente de Malatos no fue sometido a la sustitución de su antepecho de piedra por una barandilla metálica, si bien sí existió un proyecto y un diseño para ello.

### Puente de Veterinaria o San Amaro
Este puente une el cruce del Paseo de Fuentecillas a la altura de la Farmacia Militar del Aire y la Avenida de la Independencia, dando continuidad a esta última, con la Avenida de José María Villacían Rebollo. Permite conectar la zona del Sudoeste, principalmente el Campus Universitario, con la Ronda Interior Norte. La acera oeste del puente limita con el perímetro del Complejo Deportivo Municipal de las Piscinas de San Amaro y está situado muy próximo al paseo de la Universidad, bordeando el recinto del parque del Parral.

### Puente de los Ingleses

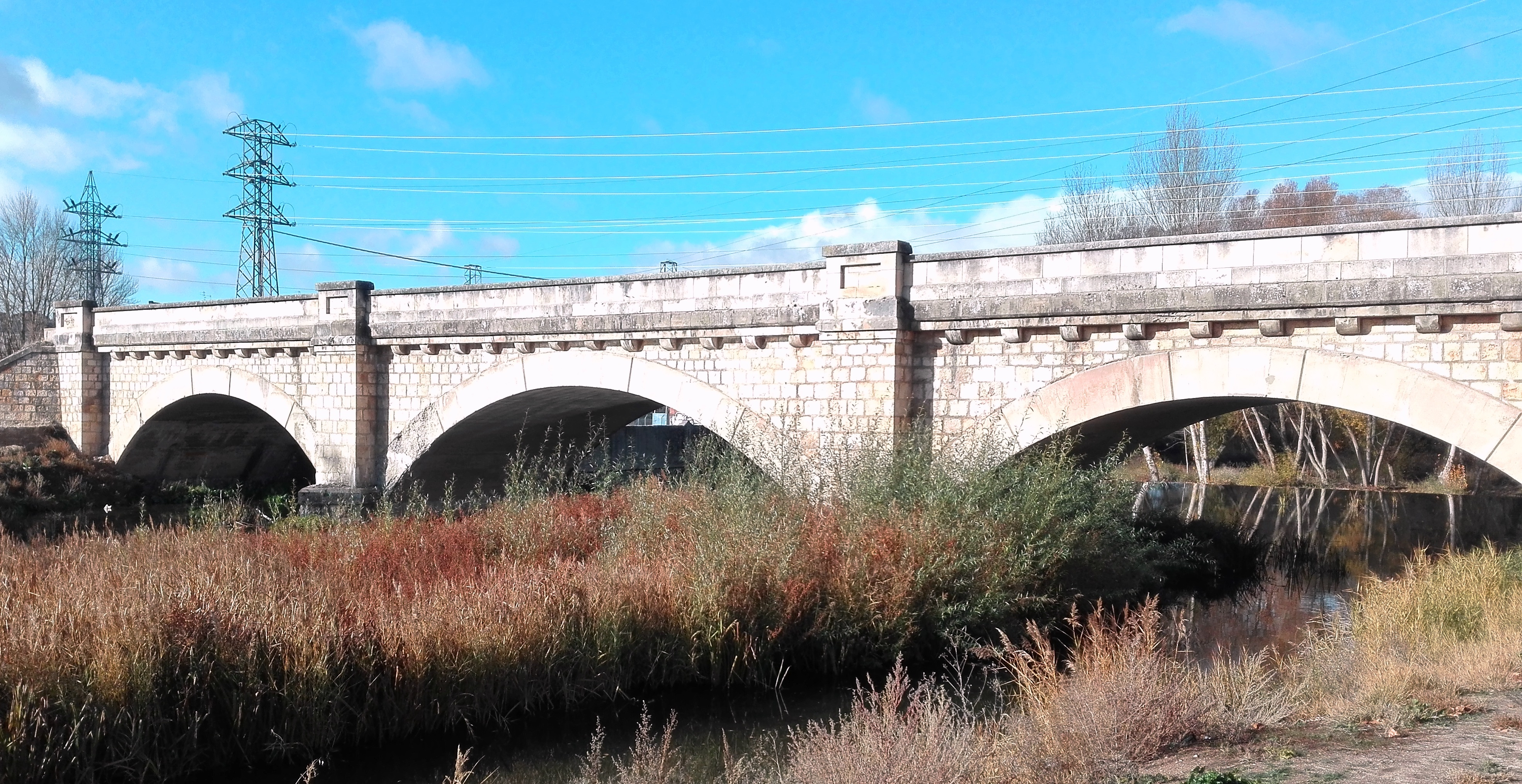
El puente de los Ingleses en 2017, antes de su demolición.

El puente de los Ingleses fue inaugurado en 1928 y formaba parte de la infraestructura de la línea Santander-Mediterráneo. Recibe su nombre de los ingenieros ingleses que lo diseñaron. Estuvo en pleno uso hasta la clausura de dicha línea férrea, cuando ya sólo se utilizó como ramal industrial para dar servicio al Polígono de Villalonquéjar hasta 2009, cuando se clausuró definitivamente al entrar en servicio la nueva estación de Rosa de Lima. Se derribó en marzo de 2018.
En su lugar está operativo un nuevo puente para tráfico, peatones y bicicletas que da continuidad a los viales cercanos al bulevar ferroviario y que une los barrios de la zona suroeste (como el barrio del Pilar, la zona de Bakimet y el campus universitario de la Milanera) con los barrios de la zona noroeste (como Fuentecillas y la barriada San Juan Bautista). Actualmente[¿cuándo?] está en obras el vial de conexión que desde este puente unirá todas las zonas y barrios antes mencionados con la Ronda Interior Norte de Burgos, lo que permitirá conectarlos rápidamente con los barrios del norte y del este de la ciudad.

### Puente de la Universidad
En 2018 culminó la construcción de este puente como parte de la Ronda Interior.

### Pasarelas
Junto con los puentes, existe una serie de pasarelas peatonales que complementan a aquellos:
- Pasarela de La Ventilla. Conecta este barrio periférico con el parque de Fuentes Blancas. En su última remodelación, se dotó de un carril bici.
- Pasarela de la Vía. Se sitúa junto al Parque Jorge Villalmanzo. Une el barrio de Capiscol con el parque de Fuente del Prior y la playa fluvial.
- Pasarela de Capiscol. Se sitúa a la altura de la Calle de la Cascajera y permite acceder  también a Fuente del Prior.
- Pasarela del Plantío. Se encuentra en la calle de la Chopera, entre el Estadio de fútbol y el Coliseum. Une esa zona con el Paseo de los Atletas y Las Veguillas.
- Pasarela de Santa Casilda. Une la calle de Santa Casilda con el Parque de La Quinta.
- Pasarela de Villa Pilar. Une la zona de los bloques de edificios residenciales con bajos comerciales de Villa Pilar con el Paseo de la Quinta.
- Pasarela de Gran Teatro. Se sitúa en la Avenida del Arlanzón, junto a la calle Gran Teatro, dedicada al antiguo teatro del mismo nombre que fue demolido y cuyo solar hoy ocupan un moderno hotel (fachada a Avenida del Arlanzón y calle Gran Teatro) y una conocida firma de moda textil (fachada a calle Vitoria). La pasarela, sobre el río Arlanzón, comunica esa calle con el Paseo de la Sierra de Atapuerca y la zona del Complejo de la Evolución Humana y del Servicio Territorial de Sanidad y Bienestar Social de la Junta de Castilla y León en Burgos. La anterior pasarela peatonal ha sido sustituida por la actual pasarela de diseño moderno de mayores dimensiones pensada en el aumento del tránsito de peatones por la zona hacia el nuevo hito turístico de la ciudad, el Museo de la Evolución Humana.
- Pasarela de la Isla. Une el Paseo de la Isla, concretamente la zona de los Arcos de Castilfalé, con la Avenida de Palencia y el barrio de La Castellana.
- Pasarela de La Milanera Une el antiguo Recinto Ferial de "La Milanera", en desuso, con su aparcamiento norte, situado en la Barriada San Juan Bautista.

## Puentes sobre el Ubierna

### Puente de Villalonquéjar
El puente de Villalonquéjar es un puente del siglo XVIII (1778) en el barrio de Villalonquéjar, a 5 km al oeste del centro de Burgos, Castilla y León, situado sobre el río Ubierna. Es un puente de estilo neoclásico que ha sido intervenido y modificado en varias ocasiones. Destaca la modificación que llevó a cabo en 1778 el arquitecto Alfonso Rodríguez Regalado.